# Zondag elf uur
Zondag elf uur is een boek van schrijver Ronny Dekock en beroepsfotograaf Peter Verplancke. De ondertitel is 'Van kerk naar kroeg in West- en Oost-Vlaanderen.' Het verscheen in 2010 bij Roularta Books. Wim Opbrouck schreef het voorwoord.

## Concept
In dit boek laten verteller en caféhouder Ronny Dekock en de ex-cafébaas en fotograaf Peter Verplancke hun licht schijnen op het zondags cafébezoek na de mis. Omdat de traditie verloren dreigt te gaan, zochten ze verhalen en impressies van het zondagse caféleven. Het fotoboek bundelt 50 ontmoetingen met cafébazen, klanten en passanten. De dorpsnamen uit West- en Oost-Vlaanderen hebben steeds een band met religie. De dorpsnamen beginnen doorgaans met Sint, eindigen op 'kerke', 'kapelle' of verwijzen naar een heilige. Westouter is opgenomen omdat het etymologisch afstamt van het Germaanse 'wis-altare', wat Westelijk altaar betekent. Het boek is geen cafégids maar een verhalenverzameling die zoekt naar de ziel van het dorpscafé in de schaduw van de kerktoren. In het voorwoord schrijft Wim Opbrouck:

Mijn grootmoeder is in een café geboren, begin van de vorige eeuw, zwarte armoede, maar zingen tot de vroege ochtend. Grootmoeder aan de piano, de drinkers en spelers arm in arm heen en weer, op en neer. (...) Het caféleven zoals het vroeger was, zal onherroepelijk verdwijnen in de wolken en de nevels van de 'oude tijd'. Maar er is een geruststellende gedachte. Mensen zullen zich steeds weer verenigen op plaatsen waar het gezellig is om samen te komen, te genieten van een frisse pint, goed gezelschap, een stevige discussie en een vuil liedje op zijn tijd. Zij zullen uit hun huizen komen om te dansen en te zingen, misschien wel in Café Facebook op de hoek. Zeker weten. Het zit in onze genen, het zit in ons bloed. Dit boek is een ode aan de oude tijden, aan tafeltjes en stoelen, aan stemmen en verhalen, aan koppen die spreken, aan kleuren en geuren die stilletjes vervagen, voor altijd bewaard in deze pagina's.
— Wim Opbrouck

## Erfgoed
Het idee ontstond toen beide auteurs elkaar leerden kennen aan de toog van café 'De Koornbloem' in Roeselare. "Graag verwezenlijkten we iets om het verdwijnen van de authentieke dorpscafés onder de aandacht te brengen" schrijven ze in hun nawoord. "We hopen dat onze aandacht een bijdrage aan het dorpsgebeuren moge wezen en een klein zetje mag geven aan die laatste dorpskroegjes om te blijven voortbestaan."

## Galerij

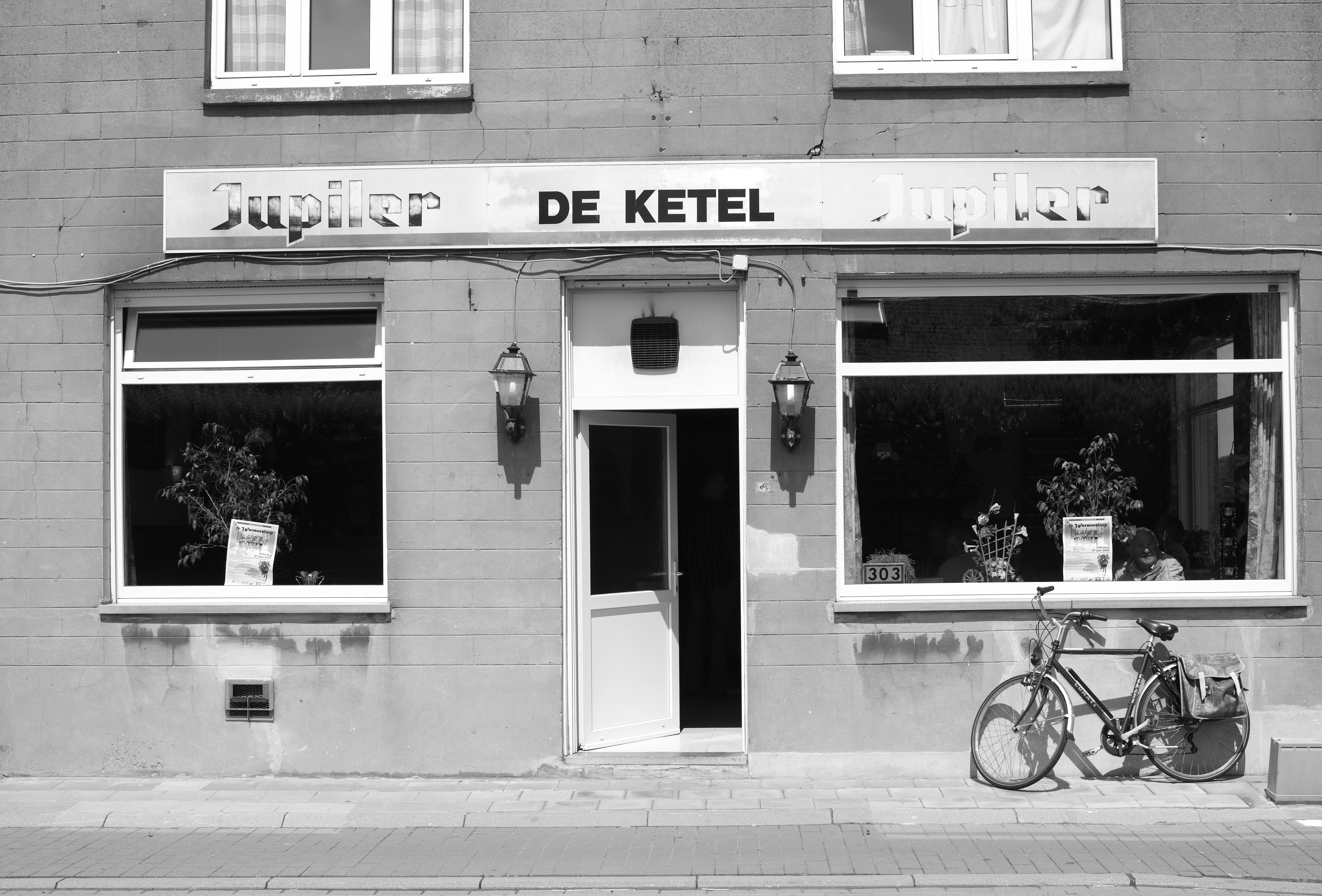
Café De Ketel, Koolkerke
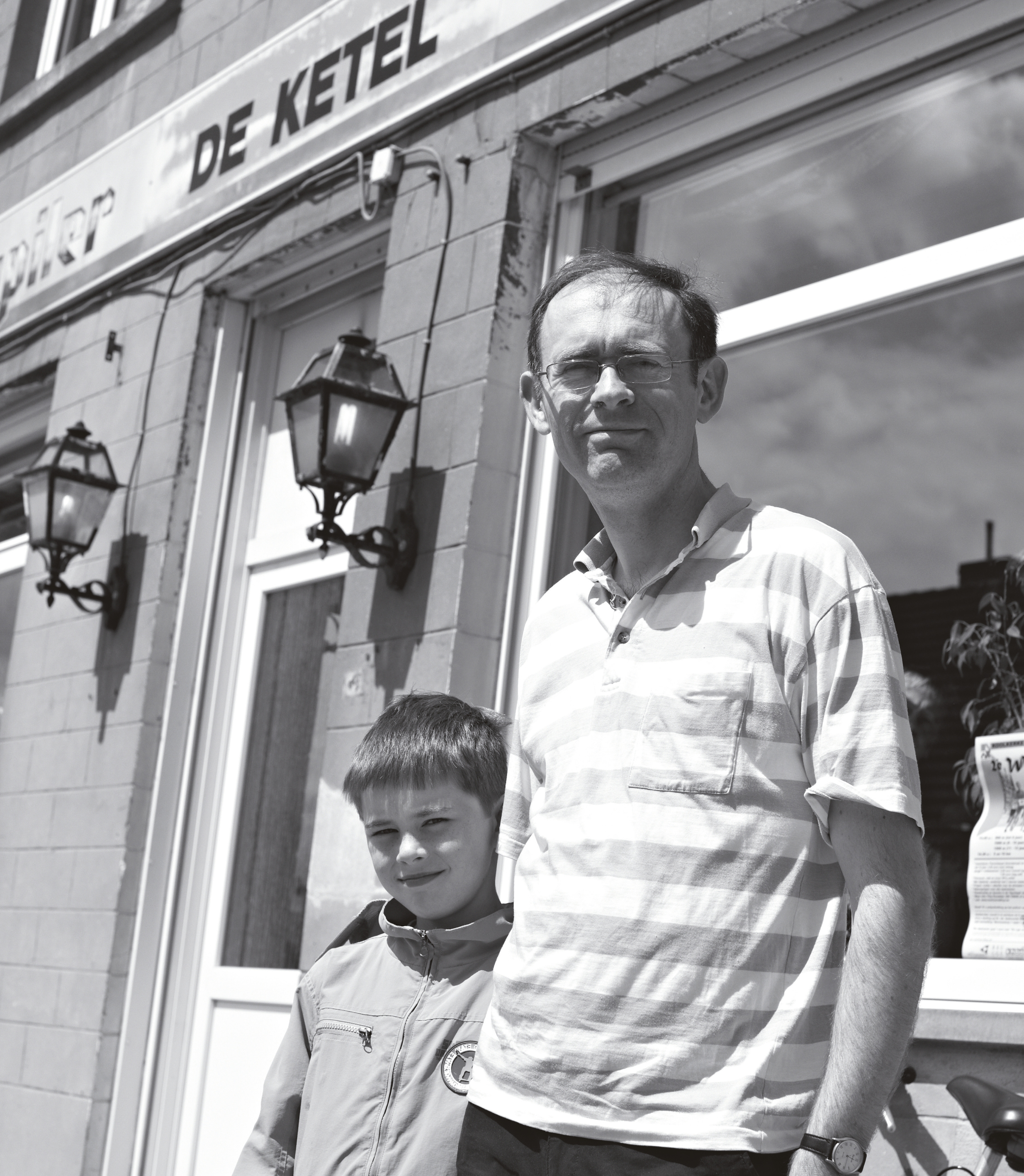
Koolkerke, De Ketel
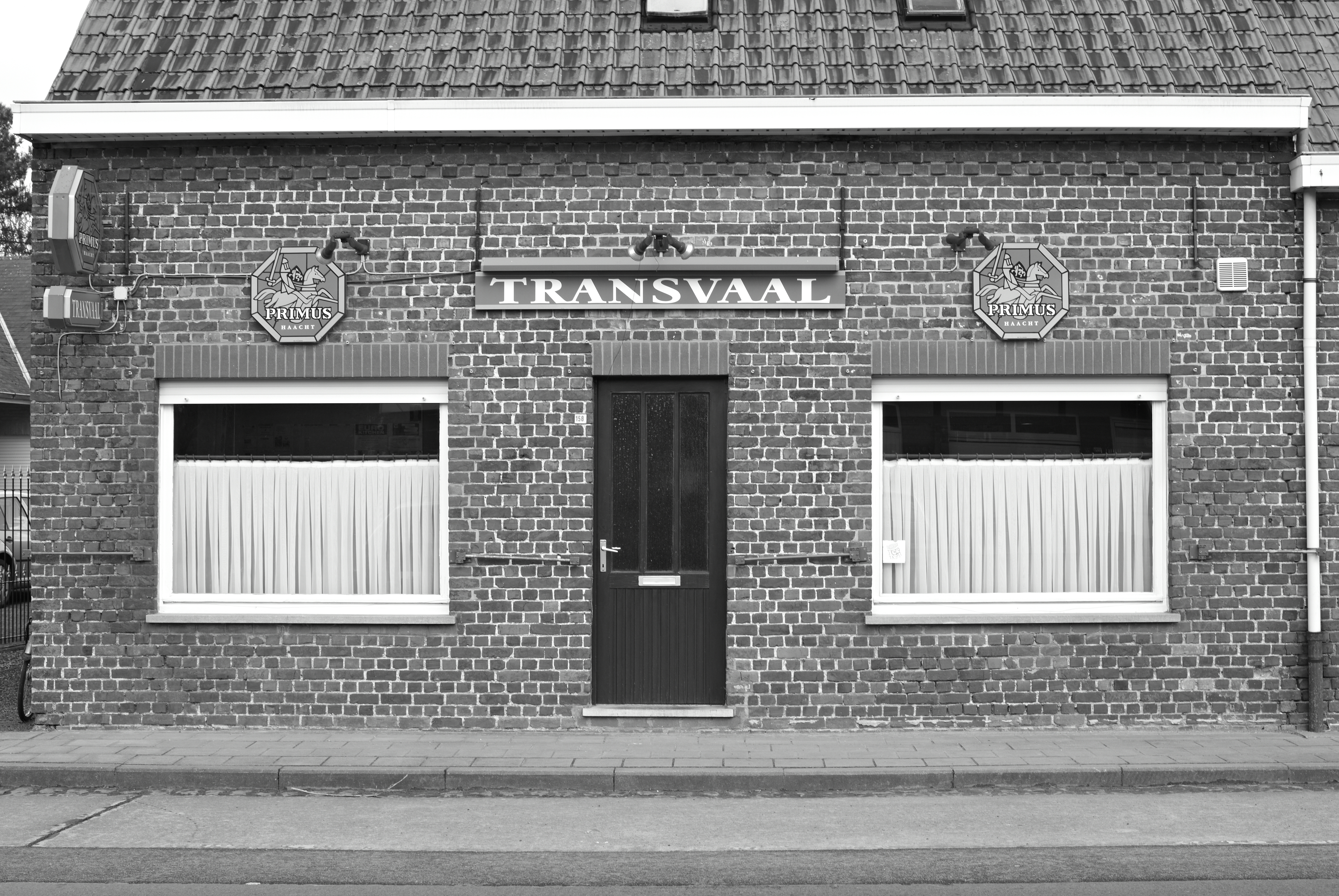
Transvaal, Madonna
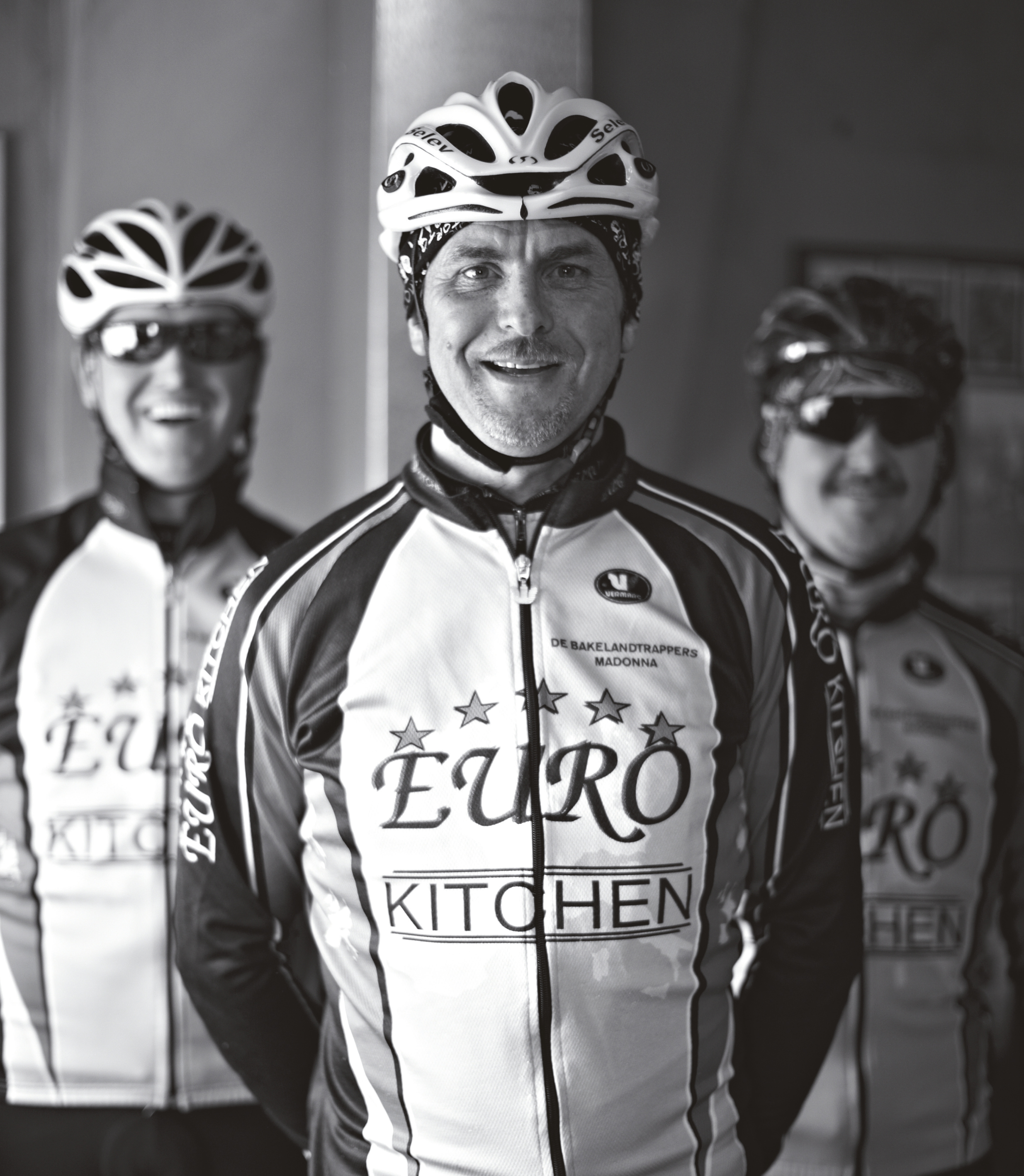
Madonna, café Transvaal
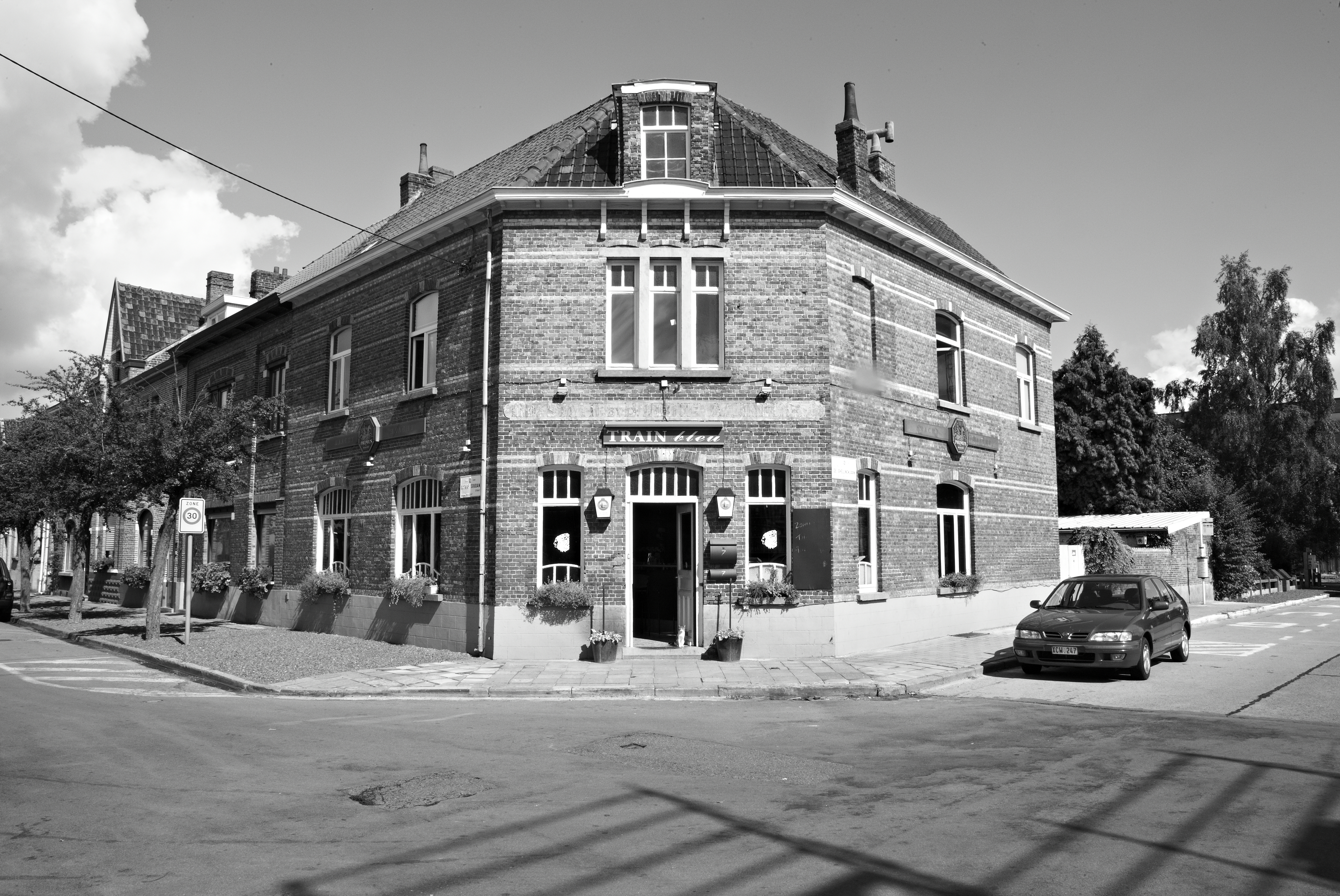
Le Train Blue, Sint-Denijs-Westrem
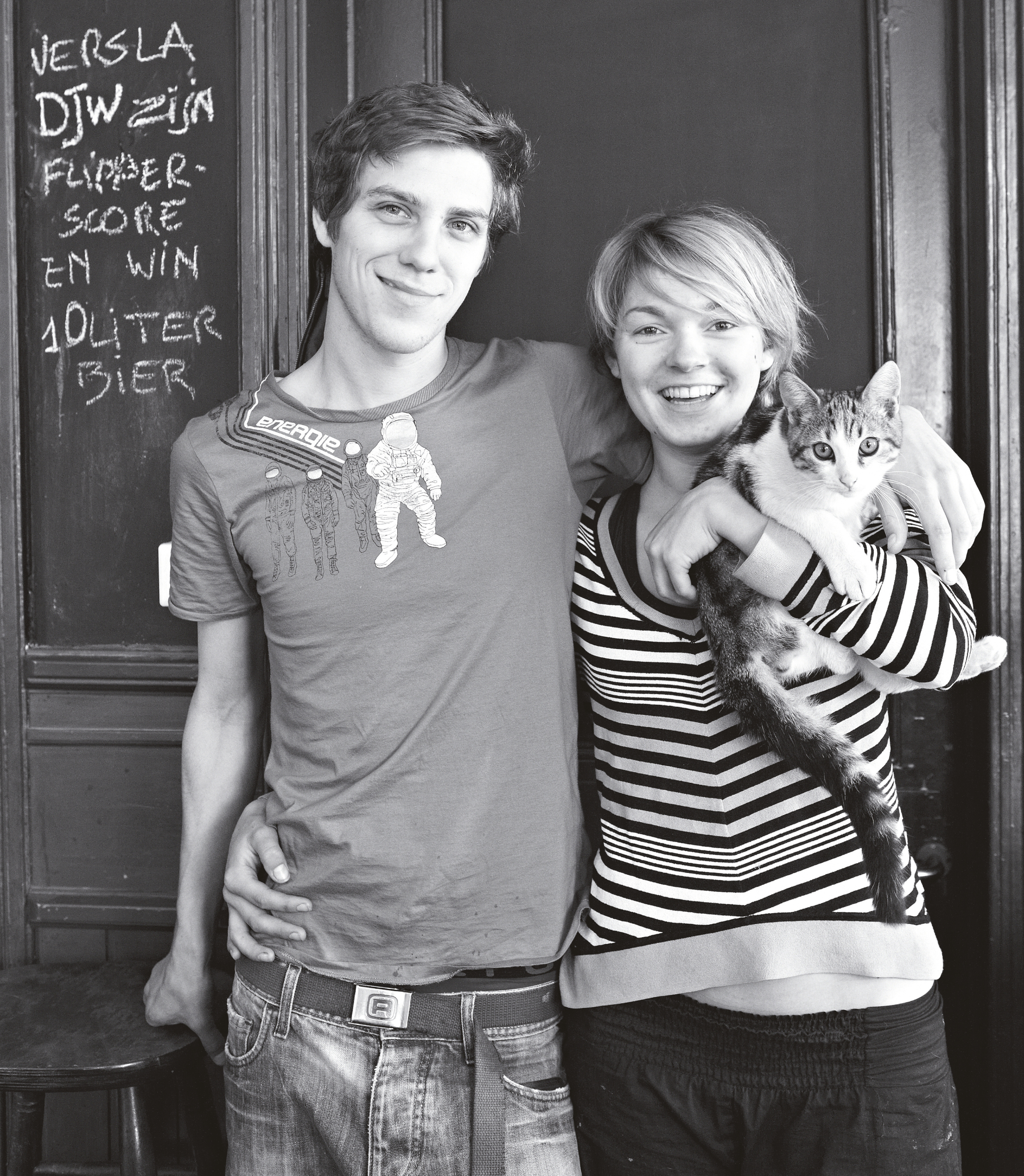
Sint-Denijs-Westrem, Le Train Blue
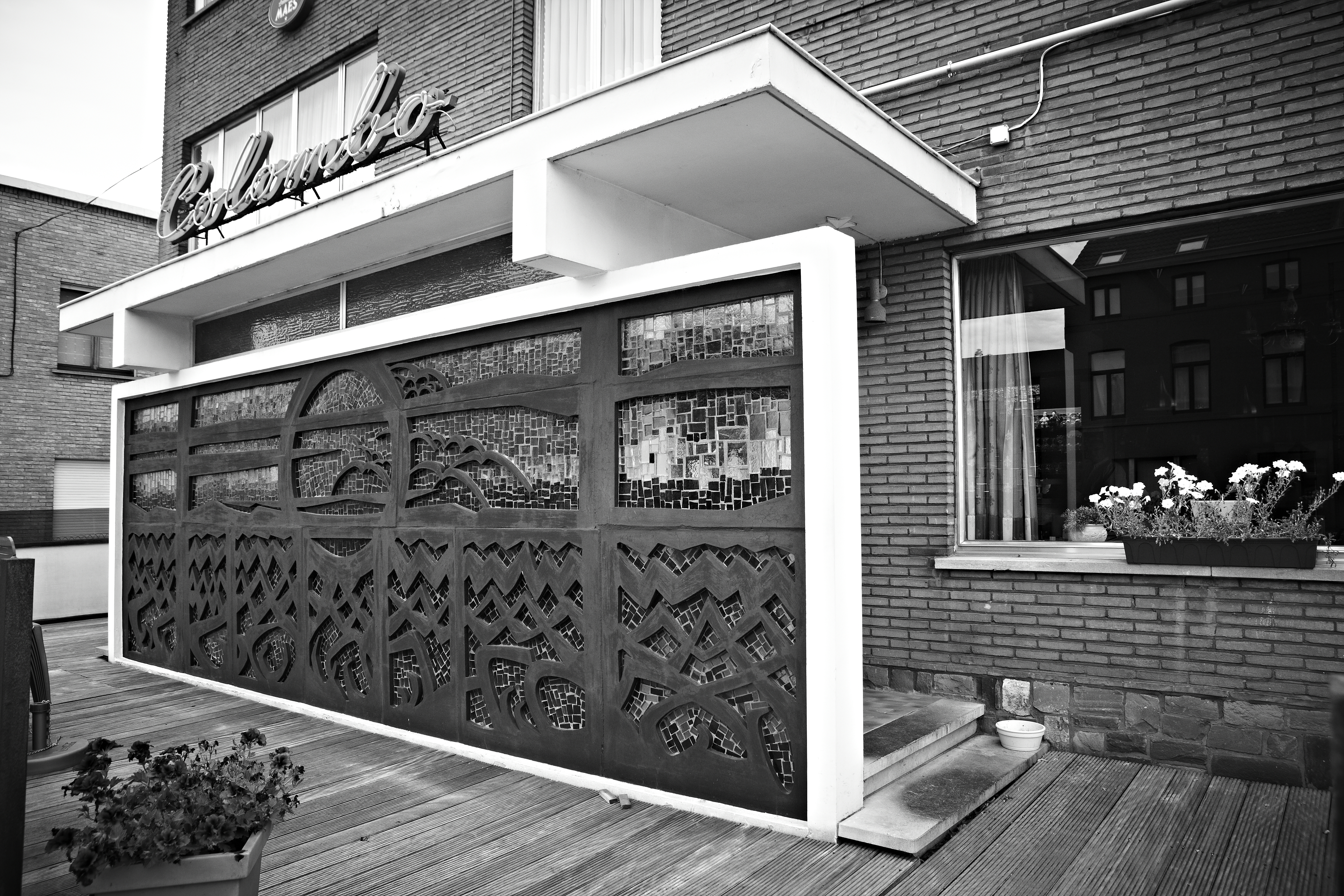
Café Colombo, Sint-Amandsberg
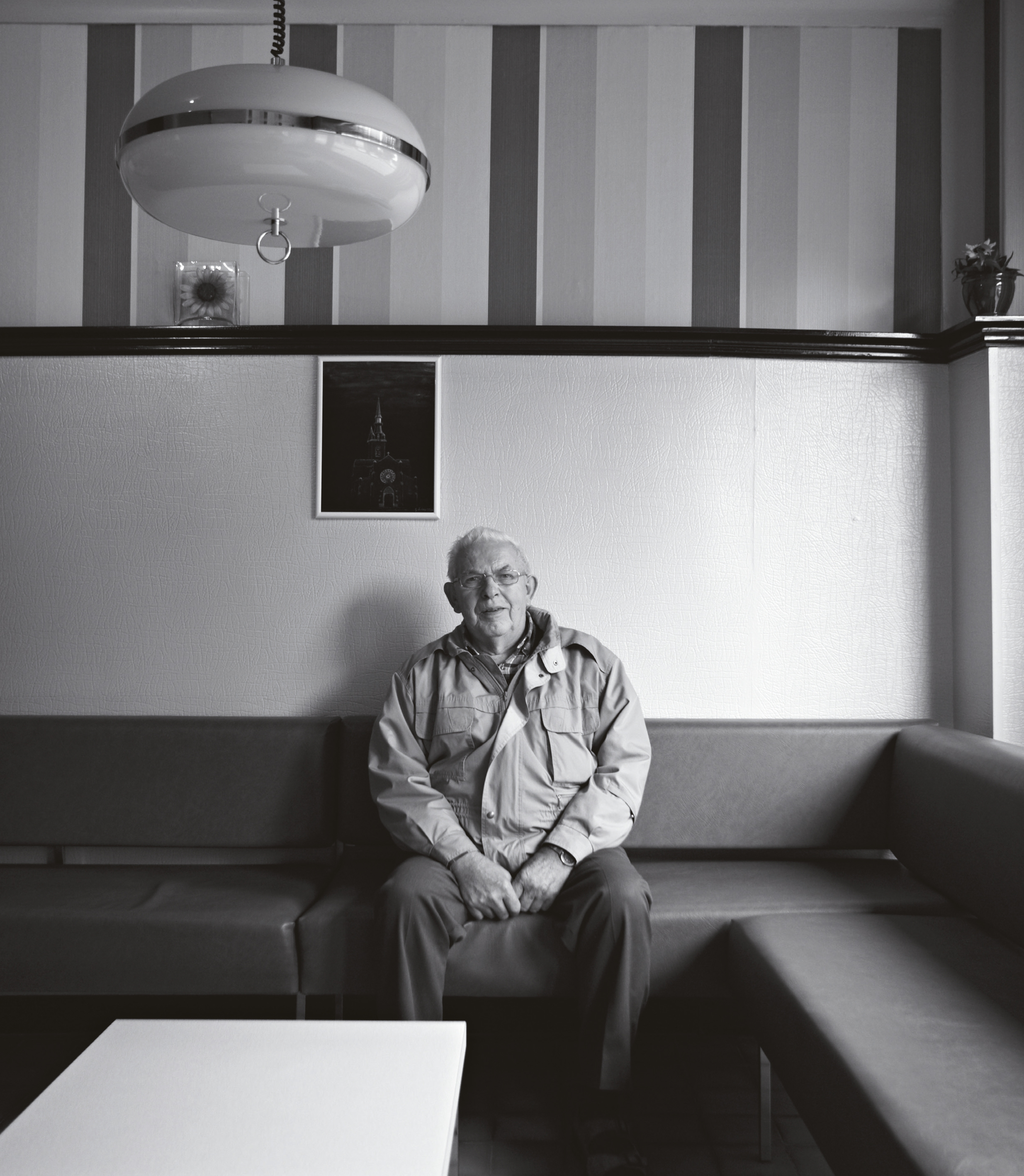
Doomkerke, café New York
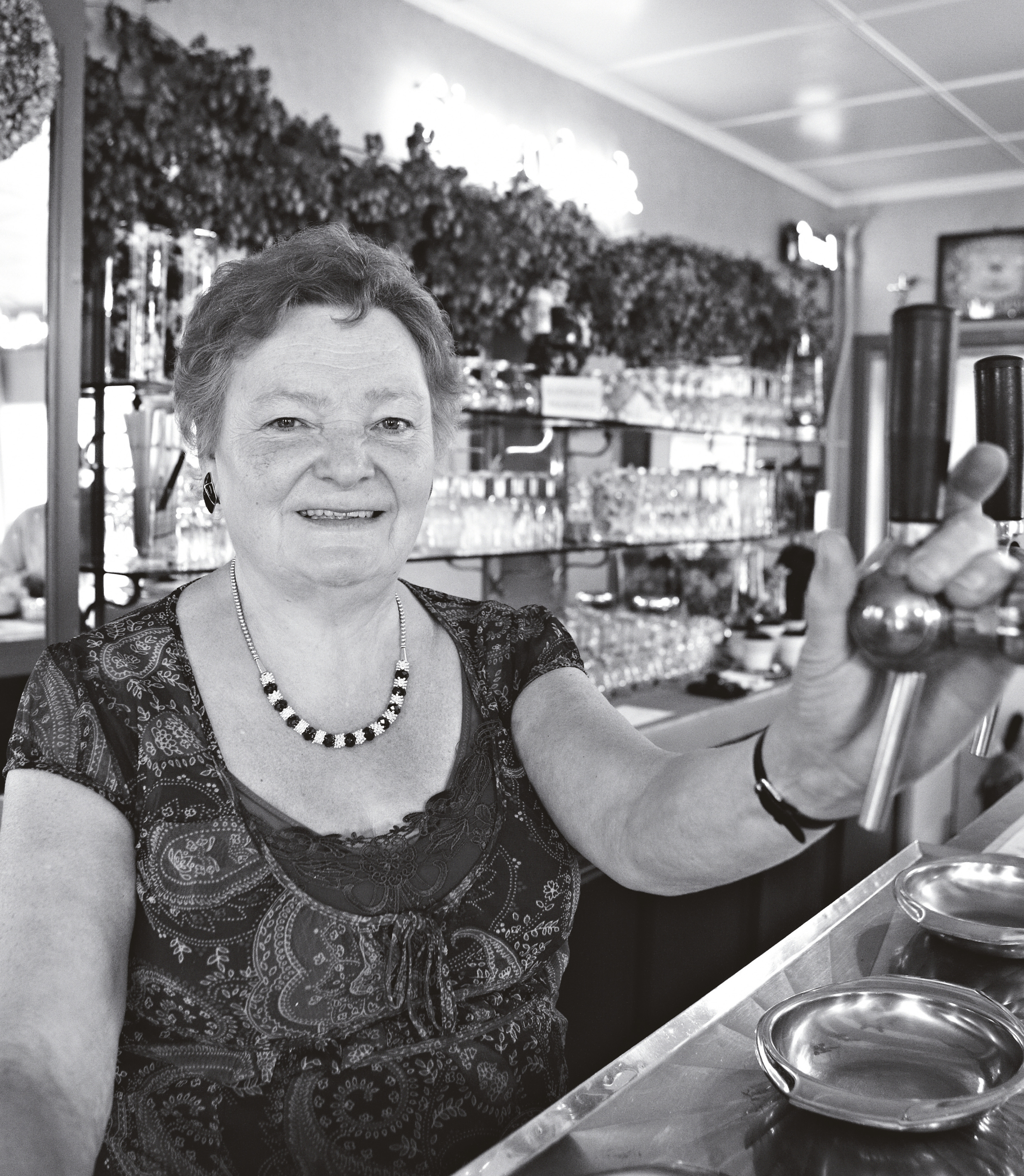
Steenkerke, café De Zwaan
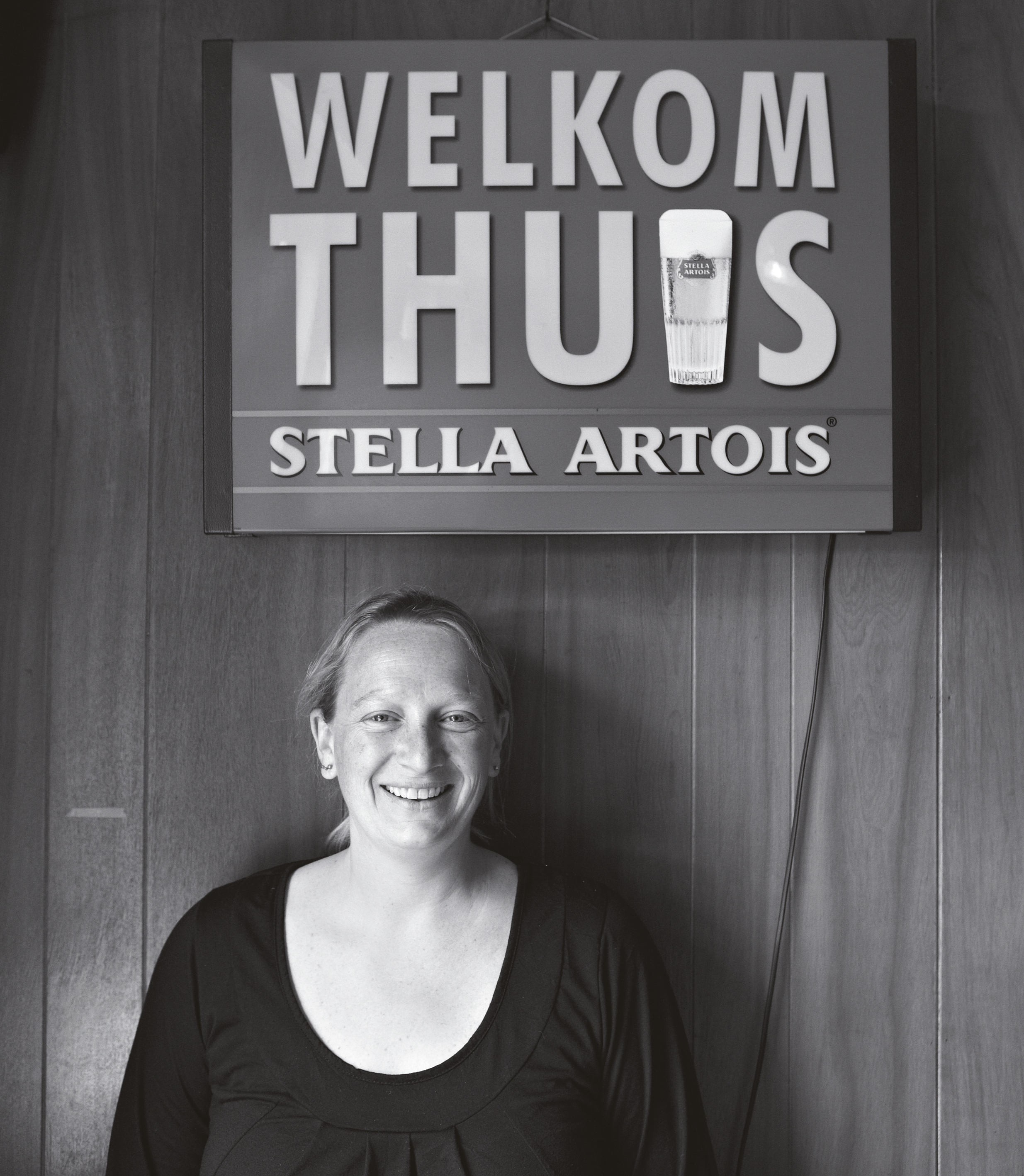
Ramskapelle, café Burgerwelzijn
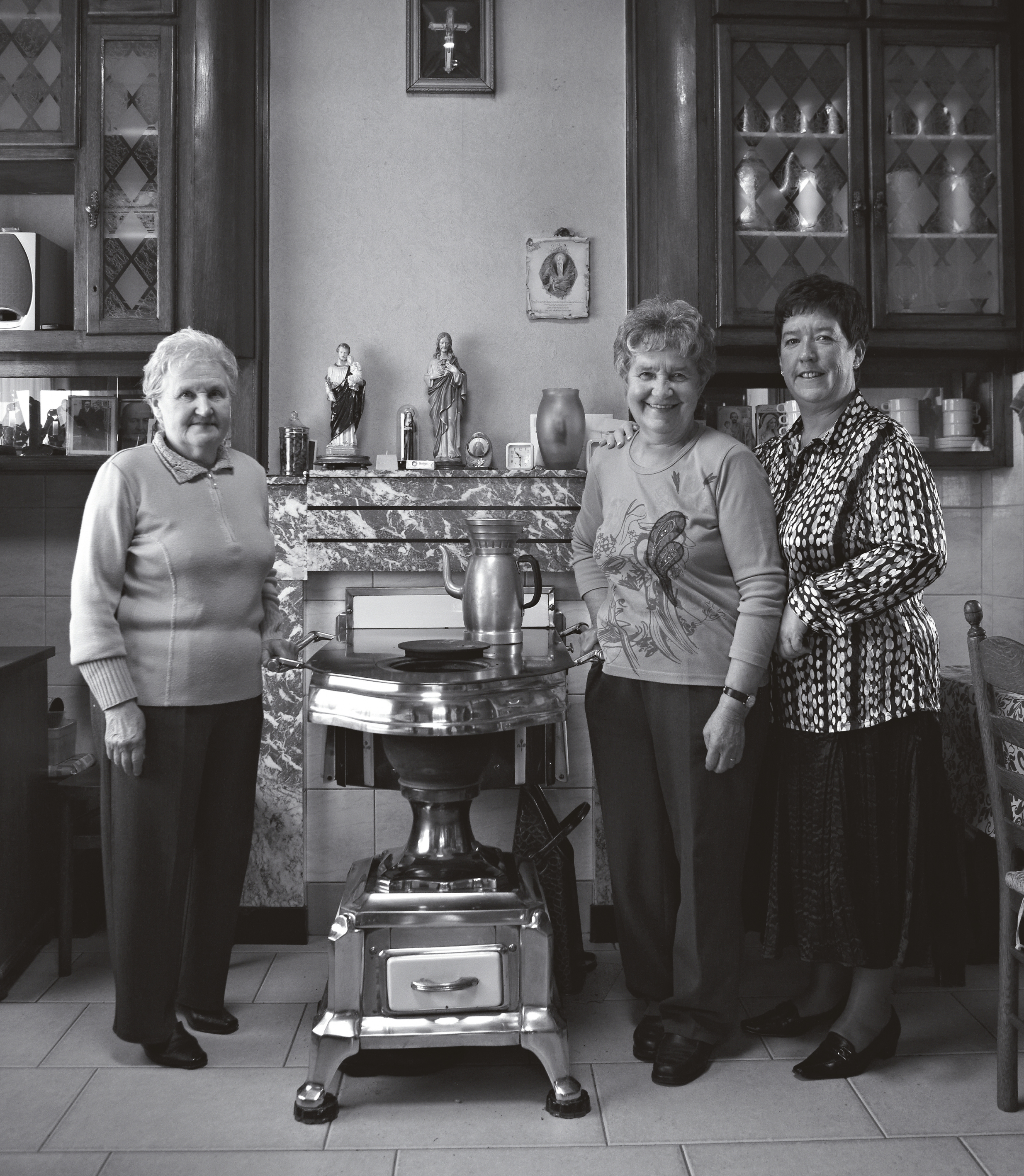
Sint-Eloois-Winkel, 't Oud Gemeentehuis
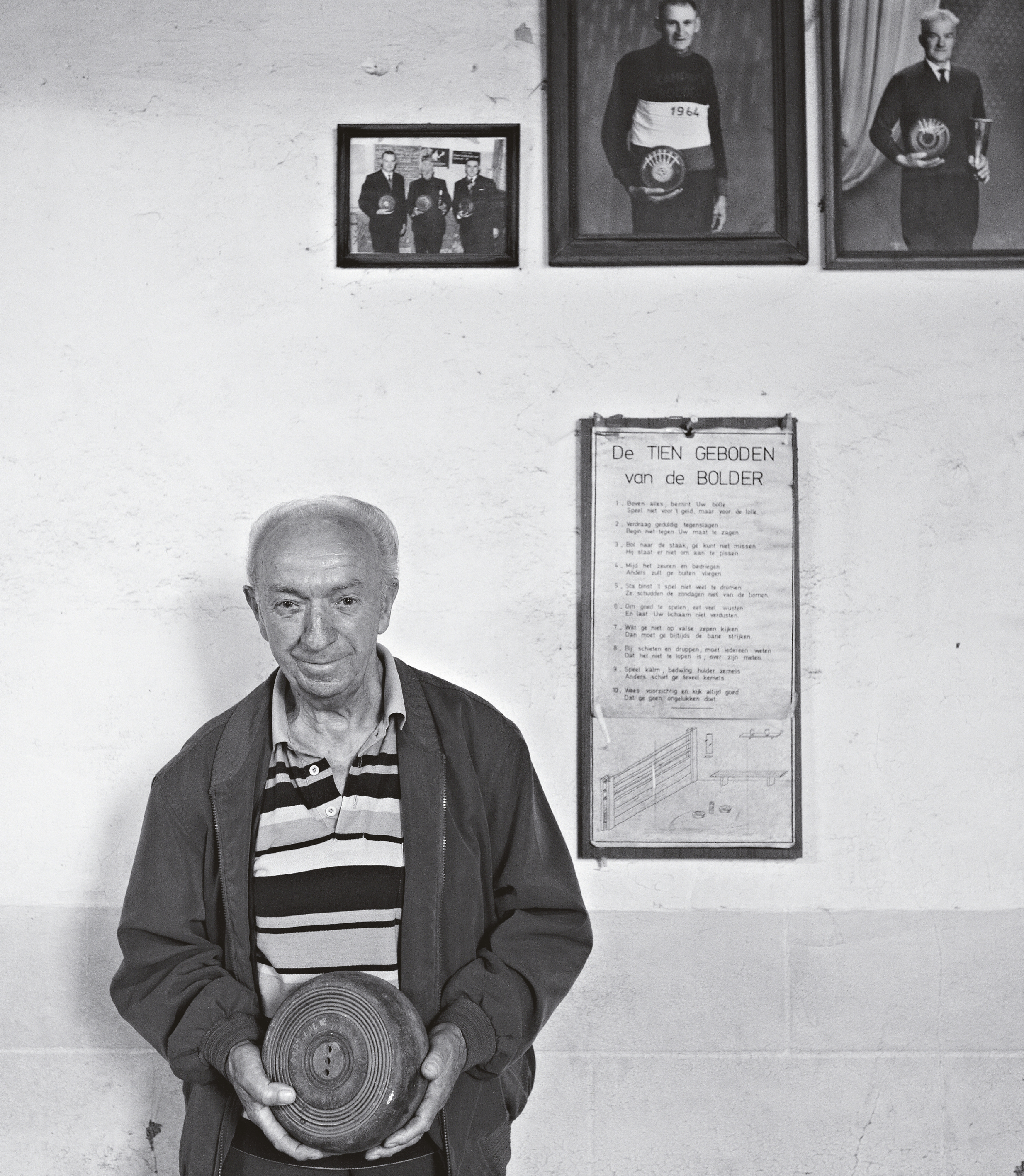
Sint-Laureins, café t Boldershof'

## Caféoverzicht
- Avekapelle: Café 'Mayerhof'

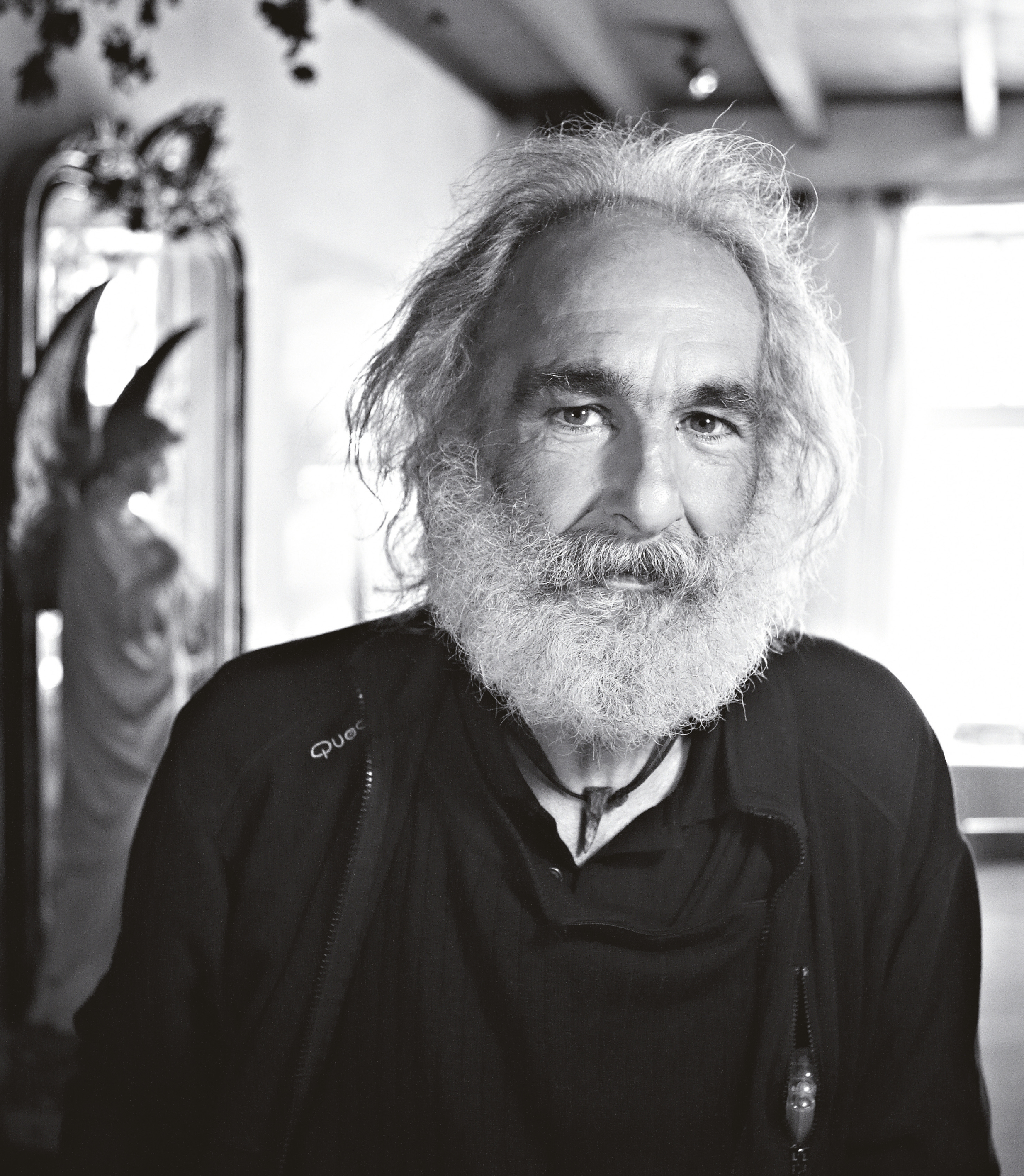
In Sint-Jacobskapelle in café 'De gevallen engel vzw ontmoetten de auteurs Franse bohemien Patrick Coudert. Het is 12 mei 2010. Op zijn vijftigste stapte hij uit 'het strakke keurslijf van het dagelijkse leven' om te beginnen als vagebond. "Ooit was ik kunstenaar" getuigt hij. "Af en toe creëer ik nog iets, maar dan enkel om de kunst." Intussen is Coudert overleden. Hij zag nooit het boek dat hem portretteerde.

- Bachte-Maria-Leerne: Café 'De Klok'
- Bovekerke: Café 'De Sportvriend'
- Doomkerke: Café 'New York'
- Hemelveerdegem: Café-taverne t Karrewiel'
- Koolkerke: Café 'De Ketel'
- Kruiseke: Café t Hoogland'
- Kruishoutem: Café 'De Zandvlooi'
- Langemark-Poelkapelle: Café 'De Koolmijn'
- Maarke-Kerkem: Café 'Lustige Boer'
- Madonna: Café 'Transvaal'
- Maria-Aalter: Café 'De Smisse'
- Mariakerke (Oost-Vlaanderen): Café 'Sint Cornelius'
- Meetkerke: Bistro 'Het Mortierken'
- Moerkerke: Koninklijke Duivenmaatschappij t Zuiden in'
- Nazareth: Café 'De Pelgrim'
- Nieuwkerke: Café 'Breugelhof'
- Nukerke: Parochiezaal 'Nukerke'
- Oostduinkerke: Café estaminet 'In de Peerdevisscher'
- Oostkerke (Damme): Eetcafé 'De Knotwilg'
- Oostnieuwkerke: Café 'De Oude Tramstatie'
- Oudekapelle: Café 'De Kaai'
- Ramskapelle (Knokke-Heist): Café 'Burgerwelzijn'
- Rollegem-Kapelle: Café 'De Lindeboom'
- Sint-Amandsberg: Café 'Colombo'
- Sint-Andries (Brugge): Bistro 'In de Vriendschap'
- Sint-Baafs-Vijve: Café-feestzaal 'Rembrandt'
- Sint-Denijs-Westrem: Café 'Le Train Blue'
- Sint-Eloois-Vijve: Café 'De Posterij'
- Sint-Eloois-Winkel: Café t Oud Gemeentehuis'
- Sint-Idesbald: Grill-brasserie 'Belle Vue'
- Sint-Jacobs-Kapelle: Café vzw 'De Gevallen Engel'
- Sint-Jan (Wingene): Café 'Vierwegen'
- Sint-Jan-in-Eremo: Café-restaurant 'Elmare'
- Sint-Jan-ter-Biezen: Café 'In de Ster'
- Sint-Joris: Café 'Pico-Bello'
- Sint-Kruis: Eet- en praatcafé 'Samario'
- Sint-Laureins: Café t Boldershof'
- Sint-Lievens-Esse: Café 'In den Draai'
- Sint-Lodewijk: Café 'Sint-Benedictus'
- Sint-Martens-Latem: Brasserie-hotel 'In 't Boldershof'
- Sint-Margriete: Café t Oud Gemeentehuis'
- Sint-Martens-Lierde: Café 'De Kartuizer'
- Slypskapelle: Café-feestzaal 'Sint Jozef'
- Snaaskerke: Herberg 'Coras'
- Steenkerke: Café 'De Zwaan'
- Stuivekenskerke: Café 'In de Vicogne'
- Westkerke: Taverne t Voorland'
- Westouter: Café t Peenhof'
- Zuienkerke: Estaminet 'In het Boldershof'